# 김형록
김형록(한국 한자: 金泂錄, 1991년 6월 17일 ~ )은 대한민국의 축구 선수이다.

## 선수 경력
2014시즌 제주 유나이티드 FC에 입단하였으나 한 경기도 뛰지 못하고 2015 시즌 중반, 경남 FC로 임대 이적하였다. 이후 2016년 내셔널리그 소속의 울산 현대미포조선 돌고래에서 활약하였고 2017년 1월에 다시 경남 FC로 완전이적해 뛰고있다.
2018년 여름 이적시장때 창원시청으로 이적했다.

## 수상

### 클럽
경남 FC
- K리그 챌린지 : 우승 (2017)